# Окорочков, Валентин Сергеевич
Валенти́н Серге́евич Окорочко́в (род. 19 марта 1980, Орёл, СССР) — российский футболист, полузащитник. Тренер.

## Карьера

### Клубная
Воспитанник СДЮШОР-3 города Орёл. Профессиональную карьеру начал в июле 1997 года в клубе «Моздок», в том сезоне провёл за команду 17 матчей, в которых забил 4 гола. В следующем году сыграл 14 матчей, в которых забил 3 гола, в лиге и 1 встречу провёл в Кубке России. По завершении сезона отправился на просмотр в московский «Локомотив», которому в итоге не подошёл. В 1999 году играл за «Моздок» до июня, проведя за это время 8 матчей, в которых забил 5 мячей, в лиге и 1 встречу в Кубке, после чего перешёл в «Кубань», где и доиграл сезон, проведя 20 матчей, забив 4 гола и став, вместе с командой, победителем зоны «Юг» Второго дивизиона, кроме того, сыграл и в обоих матчах финальной серии за право выхода в Первый дивизион против тольяттинской «Лады», где по сумме двух встреч «Кубань» уступила.
В 2000 году сыграл 34 матча, в которых забил 8 мячей, в лиге и снова стал, вместе с командой, победителем зоны «Юг» Второго дивизиона, снова сыграл в обоих матчах финальной серии, где на этот раз «Кубань» по сумме двух встреч победила саранскую «Светотехнику» и вышла в Первый дивизион. Помимо этого, сыграл в том году 6 встреч в Кубке России.
В сезоне 2001 года провёл 28 матчей, в которых забил 2 мяча, в первенстве и 3 матча в Кубке, вместе с командой стал бронзовым призёром Первого дивизиона. В следующем сезоне сыграл 15 матчей, в которых забил 1 гол, в лиге. В сезоне 2003 года сыграл 35 матчей, забил 2 мяча и стал, вместе с командой, серебряным призёром Первого дивизиона, что давало право выхода в Премьер-лигу. Кроме того, сыграл 3 матча в Кубке страны. В течение этих нескольких лет, проведённых в «Кубани», Валентин был одним из определявших лицо клуба игроком, стал за это время любимцем болельщиков, несмотря на что, всё-таки был выставлен руководством клуба, с подачи тогдашнего главного тренера команды Николая Южанина, на трансфер. В 2004 году, после ухода из «Кубани», перешёл в воронежский «Факел», в состав которого был заявлен 21 апреля, сыграл в том сезоне 24 матча, забил 1 мяч и стал, вместе с командой, победителем зоны «Центр» Второго дивизиона. В следующем сезоне провёл за «Факел» 21 матч и забил 3 гола в первенстве, и ещё 1 встречу сыграл в Кубке, после чего был отзаявлен 19 августа. 23 августа 2005 года был официально дозаявлен в состав курского «Авангарда», где и доиграл сезон, проведя 15 матчей и забив 4 мяча в ворота соперников.
В период межсезонья тренировался сначала с «Авангардом», но после конфликта с руководством клуба, покинул его. Затем в феврале отправился на сборы с «Кубанью», но почти сразу получил травму голеностопа, а пока восстанавливался, «Кубань» уже полностью укомплектовала состав, и Валентину в нём места не нашлось. После этого поехал на просмотр в нижегородский «Спартак», с которым отношения тоже не сложились. В итоге Окорочков вернулся в «Факел», в котором и начал следующий сезон, сыграв 21 матч и забив 1 гол в первенстве, и ещё 1 встречу проведя в Кубке России. Но задержаться в Воронеже Валентину и на этот раз не удалось, 24 июля он был отзаявлен. Уже на следующий день, 25 июля 2006 года, Окорочков пополнил ряды белгородского клуба «Салют-Энергия», где и доиграл сезон, проведя 19 матчей и забив 1 мяч. Примечательно, что летом его хотел видеть в составе своей команды возглавлявший тогда «Кубань» Павел Яковенко, однако руководство клуба не смогло договориться с агентом игрока, которому принадлежал его трансферный лист. В 2007 году Валентину всё-таки удалось вернуться в «Кубань», контракт с которой он заключил перед последним предсезонным сбором команды. Но в ходе сезона закрепиться в основном составе не смог, сыграл за «Кубань» в чемпионате лишь 1 раз: 23 июня, выйдя на замену Александру Лебедеву на 65-й минуте матча 14-го тура против казанского «Рубина», тем самым, дебютировав в Премьер-лиге. Помимо этого, провёл в том сезоне 26 матчей и забил 1 гол за дублирующий состав клуба, который по итогам сезона занял 3-е место. В период межсезонья тренировался в «Кубани», на первом сборе выпускался тогдашним главным тренером команды Александром Тархановым в основном составе, однако по окончании сбора стало известно, что руководство клуба решило от услуг Валентина отказаться. Сезон 2008 года провёл в новороссийском «Черноморце», за который сыграл 35 матчей и забил 6 мячей в первенстве, и ещё 1 встречу провёл в Кубке, после чего перешёл в «Балтику», с которой подписал контракт в январе 2009 года, и в состав которой был заявлен 19 марта. В том сезоне сыграл за «Балтику» 34 матча в первенстве и 3 встречи в Кубке страны. В 2010 году вернулся в «Черноморец», с которым подписал двухлетний контракт. В том сезоне провёл 24 матча и забил 9 мячей в лиге, благодаря чему стал в третий раз в карьере и впервые в составе «Черноморца» победителем зоны «Юг» Второго дивизиона. Кроме того, сыграл в том году 5 встреч и забил 1 гол в Кубке России.

### В сборной
Выступал в составе юношеской сборной России до 18 лет, был одним из её лидеров.

## Достижения

### Командные
«Кубань»
2-е место в Первом дивизионе России (выход в Высший дивизион): (1)
- 2003

### Личные
- Лучший полузащитник зоны «Юг» Второго дивизиона России: 2010

## Личная жизнь
Женат, в семье двое детей.

## Статистика
| Сезон | Клуб             | Лига                    | Чемпионат | Чемпионат | Кубок | Кубок | Итого | Итого |
| Сезон | Клуб             | Лига                    | Игры      | Голы      | Игры  | Голы  | Игры  | Голы  |
| ----- | ---------------- | ----------------------- | --------- | --------- | ----- | ----- | ----- | ----- |
| 1997  | Моздок           | Третья лига. 1 зона     | 17        | 4         | —     | —     | 17    | 4     |
| 1998  | Моздок           | Второй дивизион. Юг     | 14        | 3         | 1     | 0     | 15    | 3     |
| 1999  | Моздок           | Второй дивизион. Юг     | 8         | 5         | 1     | 0     | 9     | 5     |
| 1999  | Кубань           | Второй дивизион. Юг     | 22        | 4         | —     | —     | 22    | 4     |
| 2000  | Кубань           | Второй дивизион. Юг     | 36        | 8         | 5     | 0     | 41    | 8     |
| 2001  | Кубань           | Первый дивизион         | 28        | 2         | 3     | 0     | 31    | 2     |
| 2002  | Кубань           | Первый дивизион         | 15        | 1         | —     | —     | 15    | 1     |
| 2003  | Кубань           | Первый дивизион         | 35        | 2         | 3     | 0     | 38    | 2     |
| 2004  | Факел (Воронеж)  | Второй дивизион. Центр  | 28        | 1         | 1     | 0     | 29    | 1     |
| 2005  | Факел (Воронеж)  | Первый дивизион         | 21        | 3         | 1     | 0     | 22    | 3     |
| 2005  | Авангард (Курск) | Первый дивизион         | 15        | 4         | —     | —     | 15    | 4     |
| 2006  | Факел (Воронеж)  | Первый дивизион         | 21        | 1         | 1     | 0     | 22    | 1     |
| 2006  | Салют-Энергия    | Первый дивизион         | 19        | 1         | —     | —     | 19    | 1     |
| 2007  | Кубань           | Российская премьер-лига | 1         | 0         | —     | —     | 1     | 0     |
| 2008  | Черноморец       | Первый дивизион         | 35        | 6         | 1     | 0     | 36    | 6     |
| 2009  | Балтика          | Первый дивизион         | 34        | 0         | 3     | 0     | 37    | 0     |
| 2010  | Черноморец       | Второй дивизион. Юг     | 24        | 9         | 5     | 1     | 29    | 10    |